# Jemadia
Genre
Jemadia est un genre de lépidoptères de la famille des Hesperiidae, de la sous-famille des Pyrginae et de la tribu des Pyrrhopygini.

## Dénomination
Le genre Jemadia a été nommé par Edward Yerbury Watson (en) en 1893.

## Liste d'espèces
Selon BioLib (6 avril 2019) :
- Jemadia brevipennis Schaus, 1902 — Brésil
- Jemadia fallax (Mabille, 1878) — Colombie, Venezuela, Équateur, Pérou, Brésil, Guyana, Guyane
- Jemadia gnetus (Fabricius, 1781) — Colombie, Brésil, Surinam, Guyana, Guyane
- Jemadia hewitsonii (Mabille, 1878) — Panama, Équateur, Colombie, Brésil, Guyane
- Jemadia hospita (Butler, 1877) — Colombie, Bolivie, Surinam, Pérou
- Jemadia menechmus (Mabille, 1878)
- Jemadia pater Evans, 1951 — Panama, Venezuela, Colombie
- Jemadia pseudognetus (Mabille, 1878) — Mexique, Colombie, Venezuela, Pérou, Brésil
- Jemadia scomber Druce, 1908 — Pérou
- Jemadia sosia (Mabille, 1878) — Brésil[1].